# Кем Долан
Кем Долан (енгл. Cam Dolan; 7. март 1990) професионални је рагбиста и репрезентативац САД, који тренутно игра за екипу Кардиф Блуз. Висок 198 цм, тежак 115 кг, Долан је пре Кардифа играо за Нортхемптон Сеинтс. За рагби репрезентацију Сједињених Америчких Држава до сада је одиграо 20 тест мечева и постигао 15 поена.